# Ankole

Ankole, también llamado Nkole, es uno de los cuatro reinos tradicionales de Uganda. Está situado al sudoeste de Uganda y al oeste del lago Eduardo. Está gobernado por un monarca conocido como Mugabe u Omugabe de Ankole. El pueblo de Ankole es conocido como Banyankole (singular: Munyankole), y su idioma es el Nyankole, una lengua bantú. El 30 de junio de 1896, el reino fue declarado protectorado británico, y en 1901 los distintos protectorados de la región se consolidaron para formar Uganda.
El reino se abolió 1966. El 20 de noviembre de 1993 John Patrick Barigye Rutashijuka, de 53 años, se autoproclamó rey con el nombre de Ntare V, pero no ha sido reconocido por el gobierno de Uganda. No se incluyó a Ankole entre los reinos restaurados con carácter cultural en la constitución de 1995.
Los pastores hima (o Bahima) establecieron su dominio sobre los agricultores iru (o Bairu) antes del siglo XIX. Los hima e iru establecieron estrechas relaciones basadas en el comercio y un reconocimiento simbólico, pero sus relaciones no eran igualitarias. Los irus eran legalmente y socialmente inferiores a los hima, y el símbolo de esta desigualdad era el ganado, que pertenecía solamente a los hima, ya que los iru tenían expresamente prohibido poseerlo. Ambos grupos mantenían sus identidades separadas, estaban prohibidos los matrimonios mixtos, que hubieran legalizado el intercambio y la posesión de ganado por parte de los iru, y si se producía alguno, quedaba invalidado.
Los hima proporcionaban a los granjeros iru productos ganaderos, aunque pudieran conseguirlos por otras vías. Dado que la población hima era menor que la iru, los regalos y tributos reclamados por los hima podían ser satisfechos con relativa facilidad. Tal vez estos factores hicieran que las relaciones entre ambos pueblos fueran tolerables, pero se vieron reforzadas por la superior organización y habilidad militar de los hima.
El reino de Ankole se extendió anexionándose territorio por el sur y por el este. En muchos casos se  apresó a pastores para incorporarlos a la sociedad hima, mientras los agricultores se incorporaban a los iru como esclavos y eran tratados como inferiores. Ningún grupo podía tener su propio ganado y los esclavos no podían pastorear ganado que fuera propiedad de los hima.
La sociedad Ankole estaba organizada en un sistema de castas estratificadas, en el que todo giraba sobre la élite propietaria de ganado, y las relaciones entre patrones y clientes eran importantes para mantener el orden social. Los hombres entregaban ganado al rey (mugabe) para demostrarle su lealtad. Esta lealtad era requerida a menudo por el rey en forma de ganado o servicio militar. A cambio del homenaje y del servicio militar, un hombre recibía protección del rey tanto frente a los enemigos externos como en las disputas con otros propietarios de ganado.
El mugabe autorizaba a sus jefes más poderosos a reclutar ejércitos particulares, y estas bandas de guerreros se encargaban de proteger las fronteras de Ankole. Sólo los hima podían prestar este servicio de armas, y la prohibición de entrenamiento militar hacia los iru les dificultaba cualquier rebelión. Los iru tampoco podían ocupar cargos políticos, a pesar de que a menudo ejercieran como asesores locales de los administradores en las ciudades iru. 
Los iru tenían diversos modos de resolver los conflictos con los propietarios hima, a pesar de su inferioridad legal. Los iru podían elevar peticiones al rey para evitar malos tratos de un patrón hima. Los iru no podían ser subyugados a los ganaderos hima sin formalizar un contrato entre patrón y cliente.  
Existía una gran presión para tratar de destruir el dominio hima en Ankole. A pesar de las prohibiciones había mestizaje y los hijos de estas uniones (abambari) exigían a menudo sus derechos como propietarios de ganado. Al igual que sucede actualmente en Ruanda, diversos grupos dirigían ataques contra los hima durante el siglo XIX. Para contrarrestar esta presión, muchos señores de la guerra hima reclutaron hombres iru en sus ejércitos para proteger las fronteras meridionales de Ankole. En algunas áreas cercanas a Ankole, las distinciones entre hima e iru perdieron importancia de modo progresivo.